# Космос-2373
Космос-2373 је један од преко 2400 совјетских вјештачких сателита лансираних у оквиру програма Космос.
Космос-2373 је лансиран са космодрома Тјуратам, Бајконур, Казахстан, 29. септембра 2000. Ракета-носач Сојуз је поставила сателит у орбиту око планете Земље. 